# كأس الاتحاد الأوروبي 1988–89
كأس الاتحاد الأوروبي 1988–89 (بالإنجليزية: 1988–89 UEFA Cup)‏ هو الموسم الثامن عشر من بطولة كأس الاتحاد الأوروبي. أقيم بمشاركة 64 فريقاً.
حقق نابولي الإيطالي لقب البطولة للمرة الأولى في تاريخه بعد فوزه في النهائي على شتوتغارت الألماني بنتيجة 5-4 في مجموع المباراتين.